# Хау, Лене
Лене Хау (дат. Lene Vestergaard Hau; род. 13 ноября 1959, Вайле, Дания) — датско-американский физик. Наибольшую известность принесли эксперименты по уменьшению скорости света с помощью конденсата Бозе — Эйнштейна . Эксперименты были признаны научной сенсацией .
Доктор философии (1991), именной профессор Гарварда.
Член Датской королевской академии наук и Американского философского общества (2023), иностранный член Шведской королевской академии наук .
Получила степени бакалавра (1984), магистра (1986) и доктора философии (1991) в Орхусском университете. С 1991 года работает в США , с 1999 года работает в Гарвардском университете.
Член Американской академии искусств и наук (2009), феллоу Американской ассоциации содействия развитию науки (2009).

## Награды и отличия
- Стипендия Мак-Артура (2001)[13]
- Мемориальная лекция Манне Сигбана (2002)
- Премия памяти Рихтмайера (2004)
- Эрстедовская лекция (2010)
- Thomson Reuters Citation Laureates (2012)[14]
- Lise Meitner Distinguished Lecture[англ.] (2018)
- Onsager Medal[англ.], Норвежский университет естественных и технических наук (2019)